# Rhabdoweisia crenulata
Rhabdoweisia crenulata là một loài rêu trong họ Rhabdoweisiaceae. Loài này được (Mitt.) H. Jameson mô tả khoa học đầu tiên năm 1890.